# 普瓦瑟勒莱索
普瓦瑟勒莱索（法語：Poiseul-lès-Saulx，法語發音：[pwazœl lɛ so]，意为“索附近的普瓦瑟勒”）是法国科多尔省的一个市镇，属于第戎区。

## 地理
普瓦瑟勒莱索（47°34'27"N, 4°59'33"E）面积15.13 平方千米，位于法国勃艮第-弗朗什-孔泰大區科多尔省，该省份为法国中东部省份，北起奥布省，西接涅夫勒省和约讷省，南至索恩-卢瓦尔省，东南接汝拉省，东临上索恩省，东北部与上马恩省接壤。
与普瓦瑟勒莱索接壤的市镇（或旧市镇、城区）包括：巴尔容、库尔蒂夫龙、阿沃朗日、阿沃、萨利沃、索勒迪克。

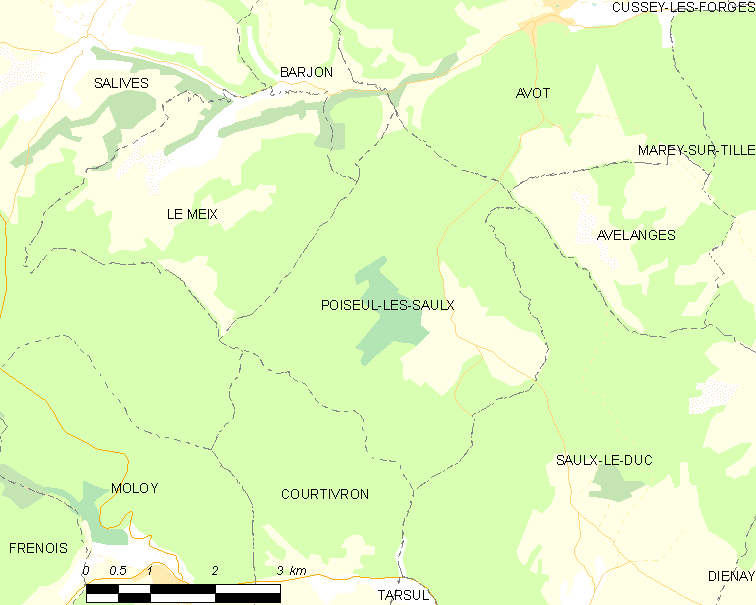
普瓦瑟勒莱索的OSM定位图

普瓦瑟勒莱索的时区为UTC+01:00、UTC+02:00（夏令时）。

## 行政
普瓦瑟勒莱索的邮政编码为21120，INSEE市镇编码为21491。

## 政治
普瓦瑟勒莱索所属的省级选区为蒂耶河畔伊斯县。

## 人口

1962-2008年间普瓦瑟勒莱索人口变化图示

普瓦瑟勒莱索于2022年1月1日时的人口数量为75人。